# Zapasy na Letnich Igrzyskach Olimpijskich 1952 – kategoria do 52 kg w stylu wolnym
Zmagania mężczyzn do 52 kg to jedna z ośmiu męskich konkurencji w zapasach w stylu wolnym rozgrywanych podczas Letnich Igrzysk Olimpijskich 1952. Pojedynki w tej kategorii wagowej odbyły się w dniach 20 – 23 lipca.
Punktacja opierała się na systemie "złych punktów karnych". Przegrany otrzymywał 3 punkty. Zwycięzca otrzymywał zero punktów za wygraną przez "tusz" (łopatki), a jeden punkt za wygraną decyzją trzech sędziów. Uzyskanie pięciu lub więcej punktów karnych eliminowało zapaśnika z turnieju. Najlepsza trójka walczyła w rundzie finałowej. 

## Klasyfikacja[1]
| Miejsce | Nazwisko             | Kraj                       |
| ------- | -------------------- | -------------------------- |
| 1       | Hasan Gemici         | Turcja                     |
| 2       | Yūshū Kitano         | Japonia                    |
| 3       | Mahmoud Mollaghasemi | Iran                       |
| 4       | Georgij Sajadow      | ZSRR                       |
| 5       | Heini Weber          | Niemcy                     |
| 6       | Louis Baise          | Związek Południowej Afryki |
| 7       | Giordano De Giorgi   | Włochy                     |
| 7       | Hugh Peery           | Stany Zjednoczone          |
| 9       | Rodolfo Dávila       | Meksyk                     |
| 10      | Marcel Sigiran       | Francja                    |
| 11      | Maurice Mewis        | Belgia                     |
| 11      | Muhammad al-Ward     | Egipt                      |
| 11      | Leslie Cheetham      | Wielka Brytania            |
| 14      | Niranjan Das         | Indie                      |
| 14      | Rolf Johansson       | Szwecja                    |
| 16      | Oiva Timonen         | Finlandia                  |

## Wyniki

### Pierwsza runda[2]
| Zwycięzca            | Punkty karne | Wynik        | Przegrany        | Punkty karne |
| -------------------- | ------------ | ------------ | ---------------- | ------------ |
| Yūshū Kitano         | 1            | Decyzja, 3:0 | Rolf Johansson   | 3            |
| Hugh Peery           | 1            | Decyzja, 3:0 | Muhammad al-Ward | 3            |
| Georgij Sajadow      | 1            | Decyzja, 3:0 | Marcel Sigiran   | 3            |
| Giordano De Giorgi   | 1            | Decyzja, 3:0 | Maurice Mewis    | 3            |
| Hasan Gemici         | 1            | Decyzja, 3:0 | Oiva Timonen     | 3            |
| Heini Weber          | 0            | Łopatki      | Leslie Cheetham  | 3            |
| Mahmoud Mollaghasemi | 0            | Łopatki      | Niranjan Das     | 3            |
| Louis Baise          | 1            | Decyzja, 3:0 | Rodolfo Dávila   | 3            |

### Druga runda[3]
| Zwycięzca            | Punkty karne | Wynik        | Przegrany        | Punkty karne |
| -------------------- | ------------ | ------------ | ---------------- | ------------ |
| Yūshū Kitano         | 1            | Łopatki      | Muhammad al-Ward | 6            |
| Hugh Peery           | 2            | Decyzja, 3:0 | Rolf Johansson   | 6            |
| Georgij Sajadow      | 2            | Decyzja, 3:0 | Maurice Mewis    | 6            |
| Giordano De Giorgi   | 2            | Decyzja, 3:0 | Marcel Sigiran   | 6            |
| Hasan Gemici         | 1            | Łopatki      | Leslie Cheetham  | 6            |
| Heini Weber          | 0            | Łopatki      | Niranjan Das     | 6            |
| Mahmoud Mollaghasemi | 0            | Łopatki      | Louis Baise      | 4            |
| Rodolfo Dávila       | 3            | Per ritiro   | Oiva Timonen     | -            |

### Trzecia runda[4]
| Zwycięzca            | Punkty karne | Wynik        | Przegrany          | Punkty karne |
| -------------------- | ------------ | ------------ | ------------------ | ------------ |
| Yūshū Kitano         | 1            | Łopatki      | Rodolfo Dávila     | 6            |
| Georgij Sajadow      | 3            | Decyzja, 3:0 | Hugh Peery         | 5            |
| Hasan Gemici         | 1            | Łopatki      | Giordano De Giorgi | 5            |
| Mahmoud Mollaghasemi | 1            | Decyzja, 3:0 | Heini Weber        | 3            |
| Louis Baise          | 4            | Bez walki    |                    |              |

### Czwarta runda[5]
| Zwycięzca            | Punkty karne | Wynik        | Przegrany    | Punkty karne |
| -------------------- | ------------ | ------------ | ------------ | ------------ |
| Yūshū Kitano         | 1            | Łopatki      | Louis Baise  | 7            |
| Georgij Sajadow      | 4            | Decyzja, 3:0 | Heini Weber  | 6            |
| Mahmoud Mollaghasemi | 2            | Decyzja, 2:1 | Hasan Gemici | 4            |

### Piąta runda[6]
| Zwycięzca            | Punkty karne | Wynik        | Przegrany       | Punkty karne |
| -------------------- | ------------ | ------------ | --------------- | ------------ |
| Hasan Gemici         | 5            | Decyzja, 3:0 | Yūshū Kitano    | 4            |
| Mahmoud Mollaghasemi | 3            | Decyzja, 2:1 | Georgij Sajadow | 7            |

### Runda finałowa
| Zwycięzca            | Punkty karne | Wynik        | Przegrany            | Punkty karne                    |
| -------------------- | ------------ | ------------ | -------------------- | ------------------------------- |
| Mahmoud Mollaghasemi | 3            | Decyzja, 2:1 | Hasan Gemici         | 4- (zaliczony wynik z IV rundy) |
| Hasan Gemici         | 4            | Decyzja, 3:0 | Yūshū Kitano         | 4- (zaliczony wynik z V rundy)  |
| Yūshū Kitano         | 5            | Decyzja, 3:0 | Mahmoud Mollaghasemi | 6                               |